# Cintia
A Cintia női név görög mitológiai név, Artemisz istennő mellékneve, jelentése: Künthosz (latinosan Cynthus) hegyén született.

## Rokon nevek
Cinella, Cinna, Szindi, Szintia

## Gyakorisága
Az újszülötteknek adott nevek körében az 1990-es években igen gyakran adott név volt. A 2000-es években a 38-80., a 2010-es évek elején a 98-100. helyen szerepelt a 100 leggyakrabban adott női név között, a népszerűsége csökken.
A teljes népességre vonatkozóan a Cintia sem a 2000-es, sem a 2010-es években nem szerepelt a 100 leggyakrabban viselt női név között.

## Névnapok
január 22., június 6., október 20.

## Híres Cintiák
- Cynthia Nixon amerikai színésznő
- Cynthia Rothrock amerikai harcművész és színésznő
- Cinthya Dictator modell, fotóművész, televíziós szereplő